# Galib Dzhafarov
Galib Dzhafarov est un boxeur kazakh né le 9 mai 1978 à Aktioubé.

## Carrière
Médaillé d'argent aux championnats du monde de boxe amateur à Belfast en 2001 dans la catégorie poids plumes,  il remporte le titre mondial à Bangkok en 2003. Dzhafarov remporte également la médaille d'or lors des championnats d'Asie à Puerto Princesa en 2004 ainsi que la médaille d'argent aux Jeux Asiatiques de Busan en 2002 et la médaille de bronze à Doha en 2006.